# Willem Frederik van Nieuwenhoff
Willem Frederik van Nieuwenhoff SJ (* 25. Juni 1843 in Den Haag; † 8. Oktober 1907 ebenda) war ein niederländischer Jesuit.

## Leben
Er trat 1862 in die Gesellschaft Jesu ein und wurde 1872 zum Priester geweiht. Danach wirkte er als Seelsorger in Culemborg und ab 1878 bis zu seinem Tod an der Kirche Elandkerk in Den Haag. Als gefragter Prediger und Exerzitienmeister war er viel in den Niederlanden und in Belgien unterwegs.

## Schriften (Auswahl)
- Die Braut des Königs zu Paray le Monial. Kurzer Lebensabriß der seligen Margaretha Maria Alacoque, Ordensschwester von der Heimsuchung Mariä. Bonn 1881, OCLC 1070557199.
- Pater Le Cocq d’Armandville von der Gesellschaft Jesu. Skizze aus dem Missionsleben von Niederl. Ostindien. Regensburg 1902, OCLC 781908236.
- Leben der seligen Margareta Maria Alacoque. Regensburg 1903, OCLC 177075639.
- Das heiligste Herz Jesu, die Sonne des 20. Jahrhunderts. Regensburg 1920, OCLC 721050930.